# Kunst im öffentlichen Raum in Hamburg-Farmsen-Berne
Diese Liste von Kunst im öffentlichen Raum in Hamburg-Farmsen-Berne enthält dauerhaft aufgestellte Kunstwerke auf dem Gebiet des Stadtteils Farmsen-Berne der Freien und Hansestadt Hamburg, die sich im öffentlichen Raum befinden und von anerkannten Künstlern und Künstlerinnen geschaffen wurden. Viele dieser Kunstwerke sind durch das Programm Kunst am Bau (und dessen Folgeprogramme) gefördert oder mit öffentlichen Geldern angekauft worden, dies ist aber keine Voraussetzung für die Aufnahme. Ebenso mögen einige dieser Kunstwerke als Kulturdenkmal geschützt sein, aber auch das ist keine Voraussetzung für die Aufnahme in diese Liste.
Bauschmuck ist im Normalfall im Artikel über das Bauwerk darzustellen, und gehört nicht in diese Liste. Streetart kann Aufnahme in die Liste finden, wenn es zu dem konkreten Kunstwerk eine ausführliche Rezeption in der Kunstwissenschaft gibt und ein enzyklopädischer Artikel über die Streetart-Künstler oder -Künstlerin existiert oder vorstellbar wäre. Denkmäler, die an eine Person oder ein Ereignis erinnern, können in die Liste aufgenommen werden, wenn sie ob ihrer zumeist plastischen Gestaltung als Kunstwerk gelten können. Bei reinen Gedenktafeln ist das normalerweise nicht der Fall.
Basis der Zusammenstellung sind Datensätze der Hamburger Kulturbehörde von 2012 und 2018, eine Veröffentlichung der SAGA GWG von 2008, und verschiedene Veröffentlichungen von Kunsthistorikern zum Thema. Eine abschließende Liste von Literatur kann es nicht geben, jedoch ist für jeden Eintrag in die Liste ein konkreter Verweis auf eine amtliche Liste oder anerkannte Sekundärliteratur erforderlich.
Gestohlene oder zerstörte Kunstwerke, die ehemals in Hamburg-Farmsen-Berne aufgestellt waren, sind in einer separaten Liste aufgeführt.

## Legende
- Lage: Nennt die nächstgelegene Straße und, wenn vorhanden und sinnvoll, das nächstgelegene Bauwerk (mit Hausnummer) oder das umgebende Gebiet (z. B. einen Park) und gibt nötigenfalls Hinweise zur genauen Lage. Darunter werden - wenn vorhanden - auch die Geo-Koordinaten und das Wikidata-Logo als Verweis auf das Wikidata-Objekt angegeben. Die Spalte ist nach der Adresse sortierbar.
- Künstler/in: Name des Künstlers oder der Künstlerin, die das Kunstwerk geschaffen haben, verlinkt mit dem Wikipedia-Artikel zur Person. Die Spalte ist nach dem Nachnamen sortierbar.
- Beschreibung: Kurzbeschreibung des Werks, immer zuerst: Werktitel (kursiv), dann möglichst Material, Stil, Größe, Dargestelltes, Art der Förderung
- Jahr: Jahr der Fertigstellung des Kunstwerkes, wenn unbekannt dann das Jahr der Aufstellung. Hier kann nur ein einziges Jahr angegeben werden, kein Zeitraum. Weitere zeitliche Details zur Schaffung des Kunstwerkes (von–bis) können in der Beschreibung angegeben werden.
- Quelle: Kulturbehörde, SAGA, Literatur, jeweils mit Fußnote. Diese Angabe ist für eine Aufnahme in die Liste verpflichtend.
- Bild: Bild des Kunstwerks, mit Link auf Commons-Kategorie wenn vorhanden

Hinweis: Die Grundsortierung der Liste erfolgt nach der Adresse. Die Liste ist alternativ nach Künstler, Werktitel, Datierung oder Quelle sortierbar.

## Liste
| Lage | Künstler                   | Beschreibung | Jahr      | Quelle        | Bild |  |
| --- | -------------------------- | --- | --------- | ------------- | --- |  |
| An der Berner Au 12 Erich-Kästner-Schule, Standort Berner Au, Treppenhaus des Kreuzbaus (Lage)               | Walter Siebelist           | Wandgestaltung Zweiteilige Arbeit von 1958–1959, Ankauf im Rahmen des Programms „Kunst am Bau“ für die damalige Volksschule Meilskamp.                                                                                              | 1959      | Kulturbehörde | Bild gesucht Die Wikipedia wünscht sich an dieser Stelle ein Bild vom Ort mit diesen Koordinaten 53.61973 10.12094 . Motiv: An der Berner Au 12 Falls du dabei helfen möchtest, erklärt die Anleitung , wie das geht. BW       |  |
| An der Berner Au 12 Erich-Kästner-Schule, Standort Berner Au, Vorraum der Verwaltung (Lage)                  | Henrik Böhlig              | Zwei Mädchen Ankauf im Rahmen des Programms „Kunst am Bau“ für die damalige Volksschule Meilskamp. | 1958–1959 | Kulturbehörde | Bild gesucht Die Wikipedia wünscht sich an dieser Stelle ein Bild vom Ort mit diesen Koordinaten 53.61981 10.1201 . Motiv: An der Berner Au 12 Falls du dabei helfen möchtest, erklärt die Anleitung , wie das geht. BW        |  |
| An der Berner Au 12 Erich-Kästner-Schule, Standort Berner Au, Vorschulraum nahe Kreuzbau / Laubengang (Lage) | Hanno Edelmann             | Kind mit Reifen Figuren, Ankauf im Rahmen des Programms „Kunst am Bau“ für die damalige Volksschule Meilskamp. | 1957      | Kulturbehörde | Bild gesucht Die Wikipedia wünscht sich an dieser Stelle ein Bild vom Ort mit diesen Koordinaten 53.61971 10.12059 . Motiv: An der Berner Au 12 Falls du dabei helfen möchtest, erklärt die Anleitung , wie das geht. BW       |  |
| An der Berner Au 42/46–48 Grünfläche nahe Straße (Lage)                                                      | Ursula Querner             | Drei Knaben Brunnen, Ankauf durch SAGA | 1958      | Kulturbehörde | Bild gesucht Die Wikipedia wünscht sich an dieser Stelle ein Bild vom Ort mit diesen Koordinaten 53.62273 10.11644 . Motiv: An der Berner Au 42/46–48 Falls du dabei helfen möchtest, erklärt die Anleitung , wie das geht. BW |  |
| August-Krogmann-Straße 100 Pflegeheim (Pflegen & Wohnen Farmsen), beim Altentreff (Lage)                     | Doris Waschk-Balz          | Figurengruppe Dreiteilige Arbeit, Ankauf beim Neubau eines Bettenhauses für das Pflegeheim im Rahmen des Programms „Kunst im öffentlichen Raum“                                                                                     | 1984      | Kulturbehörde | |  |
| August-Krogmann-Straße 52 Berufsförderungswerk, Haus U (Orangerie-Cafeteria) (Lage)                          | Erhard Göttlicher          | Betriebsfest Ankauf im Rahmen des Programms „Kunst am Bau“ | 1981      | Kulturbehörde | Bild gesucht Die Wikipedia wünscht sich an dieser Stelle ein Bild vom Ort mit diesen Koordinaten 53.61047 10.11908 . Motiv: August-Krogmann-Straße 52 Falls du dabei helfen möchtest, erklärt die Anleitung , wie das geht. BW |  |
| Barenkrug 16 Gyula-Trebitsch-Schule (Lage)                                                                   | Fritz Fleer                | Jüngling mit Lamm BronzeAdresse laut Zabel war Sonnenweg 90. | 1956      | Zabel         | Bild gesucht Die Wikipedia wünscht sich an dieser Stelle ein Bild vom Ort mit diesen Koordinaten 53.59463 10.12316 . Motiv: Barenkrug 16 Falls du dabei helfen möchtest, erklärt die Anleitung , wie das geht. BW              |  |
| Berner Allee 3 Seniorenwohnanlage Walddörfer, Hausfassade (Lage)                                             | Gisela Engelin-Hommes      | Architekturbaum vermutlich Direktauftrag | 1987      | Kulturbehörde | Bild gesucht Die Wikipedia wünscht sich an dieser Stelle ein Bild vom Ort mit diesen Koordinaten 53.62866 10.13935 . Motiv: Berner Allee 3 Falls du dabei helfen möchtest, erklärt die Anleitung , wie das geht. BW            |  |
| Berner Allee 20a August-Hermann-Francke-Schule Berne, Fassade an Ecke zum Saselheider Weg (Lage)             | Pierre Schumann            | Telefongespräch Steinrelief | 1958      | Neuer Rump    | weitere Bilder |  |
| Berner Allee 20a August-Hermann-Francke-Schule Berne (Lage)                                                  | Sabine Naske               | Katzen Keramik | 1960      | Zabel         | Bild gesucht Die Wikipedia wünscht sich an dieser Stelle ein Bild vom Ort mit diesen Koordinaten 53.62901 10.13325 . Motiv: Berner Allee 20a Falls du dabei helfen möchtest, erklärt die Anleitung , wie das geht. BW          |  |
| Berner Heerweg 183 Volkshochschule Hamburg-Ost, vor Eingang an der Ostseite (Lage)                           | Ricarda Wyrwol             | Große Liegende Stark abstrahierte Skulptur aus Eiche, die einen liegenden Körper darstellt. Wyrwol schuf die Skulptur 2003 im Rahmen des Kunstsommers in Ammersbek.                                                                 | 2003      | Kunst@SH      | weitere Bilder |  |
| Berner Heerweg 185 Vor Eingang zum Gebäude (Lage)                                                            | Unbekannt                  | Unbekannt Spiralförmige Skulptur aus Edelstahl, Ankauf vermutlich im Rahmen von „Kunst am Bau“ durch das Berufsförderungswerk Hamburg (BFW). Das Gebäude wurde 2014 privatisiert und in ein privates Studentenwohnheim umgewandelt. |           | Kunst@SH      | weitere Bilder |  |
| Berner Heerweg 99 Grundschule Eckerkoppel, Außenwand (Lage)                                                  | Hans Joachim Hudler        | Watt Ankauf im Rahmen des Programms „Kunst am Bau“ | 1963      | Kulturbehörde | Bild gesucht Die Wikipedia wünscht sich an dieser Stelle ein Bild vom Ort mit diesen Koordinaten 53.59869 10.11535 . Motiv: Berner Heerweg 99 Falls du dabei helfen möchtest, erklärt die Anleitung , wie das geht. BW         |  |
| Berner Heerweg 99 Grundschule Eckerkoppel, Treppenhaus Kreuzbau                                              | Tom Hops                   | Drei Wandbilder, Erdgeschoss: verdeckt, 1. Obergeschoss: Stadt, 2. Obergeschoss Schifffahrt Ankauf im Rahmen des Programms „Kunst am Bau“. Der Kreuzbau hat 2018 gebrannt und wurde abgerissen.                                     | 1960      | Kulturbehörde | |  |
| Birckholtzweg 1 Ecke Busbrookhöhe, Grünbereich an Auffahrt (Lage)                                            | Hans Kock                  | Vegetative Komposition Abstrakte Bronzeskulptur, Ankauf durch Neues Hamburg, jetzt SAGA | 1969      | Kulturbehörde | weitere Bilder |  |
| Bramfelder Weg 121 Schule Surenland, Eingangsbereich (Lage)                                                  | Karl Arndt (?)             | Flötenspielerin Zugang unklar, nicht in KB-Listen, Direkterwerb? | 1961      | Kulturbehörde | Bild gesucht Die Wikipedia wünscht sich an dieser Stelle ein Bild vom Ort mit diesen Koordinaten 53.61391 10.1068 . Motiv: Bramfelder Weg 121 Falls du dabei helfen möchtest, erklärt die Anleitung , wie das geht. BW         |  |
| Bramfelder Weg 121 Schule Surenland, Innenhof (Lage)                                                         | Gabriele Stock-Schmilinsky | Klinkerwand Ankauf im Rahmen des Programms „Kunst am Bau“, nicht in KB-Listen | 1960      | Kulturbehörde | Bild gesucht Die Wikipedia wünscht sich an dieser Stelle ein Bild vom Ort mit diesen Koordinaten 53.61412 10.1063 . Motiv: Bramfelder Weg 121 Falls du dabei helfen möchtest, erklärt die Anleitung , wie das geht. BW         |  |
| Bramfelder Weg 121 Schule Surenland, vor Musikpavillon (Lage)                                                | Ruth Godbersen             | Lauschende Ankauf im Rahmen des Programms „Kunst am Bau“ | 1957–1958 | Kulturbehörde | Bild gesucht Die Wikipedia wünscht sich an dieser Stelle ein Bild vom Ort mit diesen Koordinaten 53.61419 10.10581 . Motiv: Bramfelder Weg 121 Falls du dabei helfen möchtest, erklärt die Anleitung , wie das geht. BW        |  |
| Bramfelder Weg 121 Schule Surenland, Eingangsbereich (Lage)                                                  | Walter Siebelist           | ohne Titel (Wandgestaltung) Ankauf im Rahmen des Programms „Kunst am Bau“ | 1957      | Kulturbehörde | Bild gesucht Die Wikipedia wünscht sich an dieser Stelle ein Bild vom Ort mit diesen Koordinaten 53.61434 10.10655 . Motiv: Bramfelder Weg 121 Falls du dabei helfen möchtest, erklärt die Anleitung , wie das geht. BW        |  |
| Busbrookhöhe 102 112, 129, 130, 130a, 130c, 132, an Hausfassaden (Lage)                                      | Diether Heisig             | Hausmarken in Hamburg-Farmsen Sieben Verbindungsobjekte aus Bronze, Ankauf durch SAGA | 1995      | Kulturbehörde | weitere Bilder |  |
| Busbrookhöhe 128 (Lage)                                                                                      | Ruth Godbersen             | Zueinander Bronze | 1960      | Zabel         | Bild gesucht Die Wikipedia wünscht sich an dieser Stelle ein Bild vom Ort mit diesen Koordinaten 53.62067 10.13021 . Motiv: Busbrookhöhe 128 Falls du dabei helfen möchtest, erklärt die Anleitung , wie das geht. BW          |  |
| Busbrookhöhe 23 im Gebüsch an der Straße (Lage)                                                              | Uwe-York Schlüter          | Picknick Zweiteilige Figurengruppe, Betonplastik, vermutlich soziales Projekt in Eigenregie, Künstler wohnte dort, Mitglied „Pro Quartier“                                                                                          | 1991      | Kulturbehörde | weitere Bilder |  |
| Busbrookhöhe 25 Wiese (Lage)                                                                                 | Uwe-York Schlüter          | Objekt 84 Betonplastik in Form einer Schnecke, vermutlich soziales Projekt in Eigenregie, Künstler wohnte dort, Mitglied „Pro Quartier“                                                                                             | 1984      | Kulturbehörde | weitere Bilder |  |
| Busbrookhöhe 31/33 Wiese (Lage)                                                                              | Uwe-York Schlüter          | Masken-Stele Leichtbeton-Skulptur, vermutlich soziales Projekt in Eigenregie, Künstler wohnte dort, Mitglied „Pro Quartier“ | 1983      | Kulturbehörde | weitere Bilder |  |
| Hermelinweg 10 Erich-Kästner-Schule, Standort Hermelinweg, Schulhof zu G16 Gewerbeschule (Lage)              | Waldemar Otto              | Hamburger Arbeiter Ankauf im Rahmen des Programms „Kunst am Bau“ für das damalige Gymnasium Hermelinweg | 1979/80   | Kulturbehörde | Bild gesucht Die Wikipedia wünscht sich an dieser Stelle ein Bild vom Ort mit diesen Koordinaten 53.61436 10.11987 . Motiv: Hermelinweg 10 Falls du dabei helfen möchtest, erklärt die Anleitung , wie das geht. BW            |  |
| Rahlstedter Weg 17 Malteserstift St. Elisabeth (Lage)                                                        | Paul Brandenburg           | Brunnen Stein | 1979      | Zabel         | Bild gesucht Die Wikipedia wünscht sich an dieser Stelle ein Bild vom Ort mit diesen Koordinaten 53.60643 10.1217 . Motiv: Rahlstedter Weg 17 Falls du dabei helfen möchtest, erklärt die Anleitung , wie das geht. BW         |  |
| Rahlstedter Weg 74 / Kupferdamm zwischen Haus und Parkplatz (Lage)                                           | Fritz Fleer                | Sommerjunge | 1975      | Kulturbehörde | weitere Bilder |  |
| Swebengrund 10 Kita Swebengrund, äußere Giebelwand (Lage)                                                    | Albert Christian Reck      | Schiffe als Lebensalter (6-teilige Wandgestaltung) Ankauf im Rahmen des Programms „Kunst am Bau“vermutlich Albert Christoph Reck, der ist allerdings 1922 geboren                                                                   | 1960      | Kulturbehörde | Bild gesucht Die Wikipedia wünscht sich an dieser Stelle ein Bild vom Ort mit diesen Koordinaten 53.60995 10.1176 . Motiv: Swebengrund 10 Falls du dabei helfen möchtest, erklärt die Anleitung , wie das geht. BW             |  |
| Swebenhöhe 50 Gymnasium Farmsen, Außenwand einer Sporthalle am Bramfelder Weg (Lage)                         | unbekannt                  | Vögel Eisenrelief, Ankauf im Rahmen des Programms „Kunst am Bau“ für die damalige Oberschule Bramfelderweg, nicht in KB-Liste. | ?         | Kulturbehörde | weitere Bilder |  |
| Swebenhöhe 50 Gymnasium Farmsen (Lage)                                                                       | Richard Steffen            | Tanzende Relief, Ankauf im Rahmen des Programms „Kunst am Bau“ für die damalige Oberschule Bramfelderweg. | 1956      | Kulturbehörde | Bild gesucht Die Wikipedia wünscht sich an dieser Stelle ein Bild vom Ort mit diesen Koordinaten 53.61209 10.11015 . Motiv: Swebenhöhe 50 Falls du dabei helfen möchtest, erklärt die Anleitung , wie das geht. BW             |  |
| Swebenhöhe 50 Gymnasium Farmsen, Außenwand Klassentrakt (Lage)                                               | Richard Steffen            | Lesende Relief, Ankauf im Rahmen des Programms „Kunst am Bau“ für die damalige Oberschule Bramfelderweg. | 1956      | Kulturbehörde | Bild gesucht Die Wikipedia wünscht sich an dieser Stelle ein Bild vom Ort mit diesen Koordinaten 53.61311 10.109 . Motiv: Swebenhöhe 50 Falls du dabei helfen möchtest, erklärt die Anleitung , wie das geht. BW               |  |
| Tegelweg 104 Schule Tegelweg, Innenhof (Lage)                                                                | Michael Gawron             | ohne Titel Freiplastik, 18 Vögel in drei Gruppen auf Stangen. Ankauf im Rahmen des Programms „Kunst am Bau“. | 1973      | Kulturbehörde | Bild gesucht Die Wikipedia wünscht sich an dieser Stelle ein Bild vom Ort mit diesen Koordinaten 53.6011 10.1086 . Motiv: Tegelweg 104 Falls du dabei helfen möchtest, erklärt die Anleitung , wie das geht. BW                |  |
| U-Bahnhof Farmsen (Lage)                                                                                     | Horst Janssen              | Stadtplanung und Maschinenteilvorstellungen Ankauf im Rahmen des Programms „Kunst am Bau“ | 1961/62   | Kulturbehörde | weitere Bilder |  |
| U-Bahnhof Trabrennbahn (Lage)                                                                                | Mari Susanne Kollerup      | unbekannt (Rennpferde) vermutlich Direktauftrag | 2003      | Kulturbehörde | |  |